# Inline-Speedskating-Europameisterschaften 1999
Die Europameisterschaften wurden im belgischen Zandvoorde (Bahn), Ostende (Marathon)  und Middelkerke (Straße) ausgetragen. Die Wettkämpfe fanden vom 18. bis 29. August 1999 statt.

## Frauen
| Distanz                | Gold                                                | Silber                                                    | Bronze                                                  |
| Bahn                   | Bahn                                                | Bahn                                                      | Bahn                                                    |
| ---------------------- | --------------------------------------------------- | --------------------------------------------------------- | ------------------------------------------------------- |
| 300 m Einzelsprint     | Valentina Belloni                                   | Eva Lizarraga                                             | Estelle Flourens                                        |
| 500 m Sprint           | Valentina Belloni                                   | Aurélie Bohrer                                            | Angèle Vaudan                                           |
| 1500 m Sprint          | Estelle Flourens                                    | Angèle Vaudan                                             | Malaica Marega                                          |
| 3000 m Massenstart     | Sheila Herrero                                      | Simona Vesprini                                           | Hilde Goovaerts                                         |
| 5000 m Punkte          | Simona Vesprini                                     | Sheila Herrero                                            | Malaica Marega                                          |
| 10000 m Ausscheidung   | Adelia Marra                                        | Sheila Herrero                                            | Simona Vesprini                                         |
| 1400 m Teamverfolgung  | Italien Laura Lombardo Adelia Marra Simona Vesprini | Spanien Sheila Herrero Edurne Elcano Saray Malon          | Frankreich Caroline Lagrée Angèle Vaudan Aurélie Bohrer |
| 5000 m Staffel         | Italien Adelia Marra Malaica Marega Simona Vesprini | Frankreich Angèle Vaudan Caroline Lagrée Estelle Flourens | Spanien Sheila Herrero Eva Lizarraga Araceli Larrea     |
| Straße                 |                                                     |                                                           |                                                         |
| 300 m Einzelsprint     | Valentina Belloni                                   | Adelia Marra                                              | Oona Diezel                                             |
| 500 m Sprint           | Valentina Belloni                                   | Estelle Flourens                                          | Anne Titze                                              |
| 1500 m Sprint          | Michaela Manucci                                    | Adelia Marra                                              | Angèle Vaudan                                           |
| 3000 m Massenstart     | Adelia Marra                                        | Sheila Herrero                                            | Hilde Goovaerts                                         |
| 5000 m Punkte          | Adelia Marra                                        | Sheila Herrero                                            | Angèle Vaudan                                           |
| 10000 m Ausscheidung   | Sheila Herrero                                      | Simona Vesprini                                           | Laura Lombardo                                          |
| 5000 m Staffel         | Italien Simona Vesprini Laura Lombardo Adelia Marra | Frankreich Caroline Lagrée Estelle Flourens Angèle Vaudan | Spanien Sheila Herrero Edurne Elcano Araceli Larrea     |
| Langstrecke            |                                                     |                                                           |                                                         |
| 21097,5 m Halbmarathon | Sheila Herrero                                      | Adelia Marra                                              | Simona Vesprini                                         |

## Männer
| Distanz               | Gold                                                        | Silber                                                     | Bronze                                                              |
| Bahn                  | Bahn                                                        | Bahn                                                       | Bahn                                                                |
| --------------------- | ----------------------------------------------------------- | ---------------------------------------------------------- | ------------------------------------------------------------------- |
| 300 m Einzelsprint    | Pascal Briand                                               | Gregorio Duggento                                          | Patrizio Triberio                                                   |
| 500 m Sprint          | Patrizio Triberio                                           | Luca Presti                                                | Ippolito Sanfratello                                                |
| 1500 m Sprint         | Ippolito Sanfratello                                        | Pascal Briand                                              | Arnaud Gicquel                                                      |
| 5000 m Massenstart    | Luca Presti                                                 | Arnaud Gicquel                                             | Massimiliano Presti                                                 |
| 10000 m Punkte        | Massimiliano Presti                                         | Luca Presti                                                | Christoph Zschätzsch                                                |
| 20000 m Ausscheidung  | Franck Cardin                                               | Arnaud Gicquel                                             | Massimiliano Presti                                                 |
| 1400 m Teamverfolgung | Frankreich Franck Cardin Benjamin Loisel Arnaud Gicquel     | Italien Luca Presti Ippolito Sanfratello Patrizio Triberio | Spanien Garikoitz Lerga Kepa Caballero P. Ascune                    |
| 10000 m Staffel       | Italien Francesco Zangarini Luca Presti Massimiliano Presti | Frankreich Franck Cardin Arnaud Gicquel Pascal Briand      | Deutschland Christoph Zschätzsch Benjamin Zschätzsch Nico Wieduwilt |
| Straße                |                                                             |                                                            |                                                                     |
| 300 m Einzelsprint    | Pascal Briand                                               | Gregorio Duggento                                          | Patrizio Triberio                                                   |
| 500 m Sprint          | Patrizio Triberio                                           | Ippolito Sanfratello                                       | Pascal Briand                                                       |
| 1500 m Sprint         | Benjamin Loisel                                             | Pascal Briand                                              | Wouter Hebbrecht                                                    |
| 5000 m Massenstart    | Baptiste Grandgirard                                        | Fabien Rabeau                                              | Christoph Zschätzsch                                                |
| 10000 m Punkte        | Massimiliano Presti                                         | Luca Presti                                                | Francesco Zangarini                                                 |
| 20000 m Ausscheidung  | Arnaud Gicquel                                              | Francesco Zangarini                                        | Massimiliano Presti                                                 |
| 10000 m Staffel       | Frankreich Franck Cardin Arnaud Gicquel Pascal Briand       | Italien Luca Presti Massimiliano Presti Fabio Trovato      | Belgien Wouter Hebbrecht Rennat Demeter Stefan Piotrowsky           |
| Langstrecke           |                                                             |                                                            |                                                                     |
| 42195 m Marathon      | Arnaud Gicquel                                              | Massimiliano Presti                                        | Francesco Zangarini                                                 |